# 都城市立高城中学校
都城市立高城中学校（みやこのじょうしりつたかじょうちゅうがっこう）は、宮崎県都城市高城町穂満坊にある公立の中学校。

## 概要
歴史
1947年（昭和22年）の学制改革により、新制中学校として創立。現校名となったのは2006年（平成18年）。2022年（令和4年）には創立75周年を迎えた。
校訓
「意欲・協調・創造」
校章
はばたく鷹の上に「中」の文字を配している。
校歌
1956年（昭和31年）制定。作詞は長嶺宏、作曲は海老原直による。歌詞は3番まであり、歌詞中に校名は登場しない。
通学区域
- 「都城市高城町」のうち、「1～12自治公民館」[1]。
- 小学校区は都城市立高城小学校・都城市立石山小学校。

## 沿革
- 1947年（昭和22年）
  - 5月8日 - 「高城町立高城中学校」として開校。当初、高城町立高城小学校に併置される。
  - 9月 - PTAが発足。
- 1949年（昭和24年）
  - 4月 - 高城町立石山中学校を統合。なお、石山中学校の通学区域を高城中学校と有水中学校の2校で分けて統合する形となった。
  - 9月 - 校旗を制定。
  - 10月 - 木造校舎が完成し、移転を完了。小学校との併設を解消。
- 1956年（昭和31年）3月 - 校歌を制定。
- 1959年（昭和34年）3月 - 体育館が完成。
- 1964年（昭和39年） - 県指定研究「特別授業」を実施。
- 1968年（昭和43年）3月 - 鉄筋コンクリート造3階建ての新校舎が完成。
- 1970年（昭和45年）3月 - 学校給食センター方式の給食を開始。
- 1971年（昭和46年）
  - 8月 - プールが完成。
  - 9月 - 運動場を整備。
- 1972年（昭和47年） - 県指定研究中間公開「学習指導法の改善」。
- 1973年（昭和48年） - 県指定研究公開「学習指導法の改善」。
- 1974年（昭和49年） - 町指定研究公開「学習指導法の改善」。
- 1985年（昭和60年） - 部活更衣室が完成。
- 1995年（平成7年） - 文部省、宮崎県、高城町により「道徳教育推進校」の指定受ける。
- 2002年（平成14年）- 文部科学省「学力向上フロンテイアスクール」の指定を受ける。
- 2003年（平成15年）- 運動場照明が完成。
- 2004年（平成16年）- 部活動の部室棟が完成。
- 2006年（平成18年）1月1日 - 市町村合併により、「都城市立高城中学校」（現校名）に改称。

## 交通アクセス
最寄りの鉄道駅
- JR九州 日豊本線 「山之口駅」

最寄りのバス停留所
- 高崎観光バス 「高城上町」停留所

最寄りの幹線道路
- 国道10号
- 宮崎県道47号三股高城線

## 周辺
- 都城市立高城小学校
- 都城市立高城児童館
- 高城幼稚園
- 高城保育所
- 宮崎県立高城高等学校
- 都城市高城生涯学習センター
- 高城保健センター
- 都城警察署 高城交番
- JAみやざき 東部支所・高城支店
- 宮崎県農業共済組合都城東部家畜診療所
- 高城キリスト教会